# Irina Nikulcina
Irina Nikulcina (în bulgară Ирина Никулчина; n. 8 decembrie 1974, Razlog, Blagoevgrad, Bulgaria) este o biatlonistă ce a reprezentat Bulgaria, medaliată olimpică. A participat la 4 ediții ale Jocurilor Olimpice (1994, 1998, 2002, 2006) în care a câștigat o medalie de bronz.